# Acaena aquatica
Acaena aquatica é uma espécie de rosácea do gênero Acaena, pertencente à família Rosaceae.